# Kocaoğlu, Yığılca
Kocaoğlu là một xã thuộc huyện Yığılca, tỉnh Düzce, Thổ Nhĩ Kỳ. Dân số thời điểm năm 2010 là 324 người.